# Hellmut Schmalz (Politiker)
Hellmut Schmalz (* 2. Mai 1905 in Göttingen; † 20. Dezember 1982 in Kassel) war ein deutscher Politiker (KPD, SPD), Mitglied des Niedersächsischen Landtages, Mitglied des Ernannten Niedersächsischen Landtages und Mitglied des Ernannten Hannoverschen Landtages.

## Leben
Nach dem Besuch der Volksschule absolvierte Hellmut Schmalz eine Ausbildung im kaufmännischen Bereich. Er arbeitete als kaufmännischer Angestellter, als Gehilfe in einer Molkerei, als Rohrleger im Tiefbau und als Schachtmeister. In den Jahren 1925 und 1926 besuchte er die von Leonard Nelson initiierte Philosophisch-Politische Akademie. In Göttingen wurde ab März 1930 eine Beratungsmöglichkeit der Erwerbslosenbewegung (Nebenorganisation der KPD) mit einer Anlaufstelle bei Hellmut Schmalz eingerichtet.
Er widmete sich der Agrarpolitik und wurde in der KPD Sachbearbeiter für dieses Thema. Er wurde mehrfach aus politischen Gründen inhaftiert, auch vor 1933. Im Jahr 1924 trat Schmalz in die SPD ein, zwei Jahre später wurde er Mitglied der KPD, im Jahr 1950 kehrte er zurück zur SPD. 
Vom 23. August 1946 bis 29. Oktober 1946 war er Mitglied des ernannten Hannoverschen Landtages und übernahm dort den Vorsitz der KPD-Landtagsfraktion und den Vorsitz im Ausschuss für Ernährung, Landwirtschaft und Forsten. 
In der Zeit vom 9. Dezember 1946 bis 28. März 1947 wirkte er als Mitglied des ernannten Niedersächsischen Landtages, dort übernahm er ebenfalls den Vorsitz über die Landtagsfraktion und den Vorsitz im Ausschuss für Ernährung, Landwirtschaft und Forsten.
Vom 20. April 1947 bis 2. Januar 1950 war er Mitglied des Niedersächsischen Landtages (1. Wahlperiode) und vom 6. Mai 1951 bis 5. Mai 1955 Mitglied der 2. Wahlperiode. Auch hier war er Vorsitzender der Landtagsfraktion der KPD (20. April 1947 bis 2. Januar 1950) und Vorsitzender des Ausschusses für Ernährung, Landwirtschaft und Forsten (17. Juni 1947 bis 2. Januar 1950 und 13. Juni 1951 bis 5. Mai 1955). 
In den Jahren 1959 bis 1968 war er Bundesvorsitzender der Gewerkschaft Gartenbau, Land- und Forstwirtschaft und danach Präsident der Europäischen Landarbeiter-Föderation.